# Jägala (Fluss)
Der Jägala (estnisch Jägala jõgi, baltendeutsch: Jaggowal-Fluss) ist ein 97 km langer Fluss im Norden Estlands.
Er entspringt am westlichen Rand des Höhenzugs Pandivere beim Dorf Ahula und mündet in der Bucht von Ihasalu in den Finnischen Meerbusen. 4,3 km vor der Mündung liegt der 8 m hohe Jägala-Wasserfall.
Der Jägala überwindet von der Quelle bis zur Mündung einen Höhenunterschied von 82 m, sein Einzugsgebiet umfasst 1570 km².
Rechte Nebenflüsse sind Ambla jõgi, Tarvasjõgi, Jänijõgi, Mustjõgi, Aavoja und Soodla jõgi. Linke Nebenflüsse sind Sae oja, Kiruoja, Pikva oja, Anija jõgi und Jõelähtme jõgi.
Der Jägala wird auch Kehra jõgi genannt.